# Campionat del món de ciclisme en pista de 1960
El Campionat Mundial de Ciclisme en Pista de 1960 es va celebrar a Leipzig (República Democràtica Alemanya) del 3 al 14 d'agost de 1960. Les competicions es van celebrar a l'Alfred-Rosch-Kampfbahn de Leipzig. En total es va competir en 8 disciplines, 6 de masculines i 2 de femenines.

## Resultats

### Masculí

#### Professional
| Prova                 | Or                        | Argent                          | Bronze                       |
| Velocitat individual  | Antonio Maspes · Itàlia   | Oscar Plattner · Suïssa         | Jos De Bakker · Bèlgica      |
| Persecució individual | Rudi Altig · RFA          | Willy Trepp · Suïssa            | Ercole Baldini · Itàlia      |
| Darrere moto          | Guillem Timoner · Espanya | Martin Wierstra · Països Baixos | Norbert Koch · Països Baixos |

#### Amateur
| Prova                 | Or                       | Argent                      | Bronze                     |
| Velocitat individual  | Sante Gaiardoni · Itàlia | Leo Sterckx · Bèlgica       | David Handley · Regne Unit |
| Persecució individual | Marcel Delattre · França | Henk Nijdam · Països Baixos | Siegfried Köhler · RDA     |
| Darrere moto          | Georg Stoltze · RDA      | Siegfried Wustrow · RDA     | Henk Buis · Països Baixos  |

### Femení
| Prova                 | Or                                  | Argent                                 | Bronze                          |
| Velocitat individual  | Galina Ermolaeva · Unió Soviètica · | Valentina Maksímova · Unió Soviètica · | Jean Dunn · Regne Unit          |
| Persecució individual | Beryl Burton · Regne Unit ·         | Marie-Thérèse Naessens · Bèlgica ·     | Liubov Xóguina · Unió Soviètica |

## Medaller
| Pos. | País           | Or | Plata | Bronze | Total |
| 1    | Itàlia         | 2  | 0     | 1      | 3     |
| 2    | RDA            | 1  | 1     | 1      | 3     |
| 2    | Unió Soviètica | 1  | 1     | 1      | 3     |
| 4    | Regne Unit     | 1  | 0     | 2      | 3     |
| 5    | Espanya        | 1  | 0     | 0      | 1     |
| 5    | França         | 1  | 0     | 0      | 1     |
| 5    | RFA            | 1  | 0     | 0      | 1     |
| 8    | Països Baixos  | 0  | 2     | 2      | 4     |
| 9    | Bèlgica        | 0  | 2     | 1      | 3     |
| 10   | Suïssa         | 0  | 2     | 0      | 2     |
|      | TOTAL          | 8  | 8     | 8      | 24    |